# Fatima Moumouni
Fatima Moumouni (* 1992 in München) ist eine Spoken-Word-Poetin, Kolumnistin und Moderatorin.

## Wirken
Sie ist seit Ende 2011 mit Spoken-Word-Stücken in Theatern und auf verschiedensten Bühnen, vor allem im deutschsprachigen Raum, unterwegs. Auch im Ausland hat sie einige Auftritte absolviert, darunter Auftritte in Togo, Ghana, Brasilien, Mexiko und Singapur. Sie schreibt Prosa, Lyrik und Rap für Bühnen. Seit 2014 tritt sie neben Soloauftritten auch zusammen mit dem Slam-Poeten Laurin Buser im Duo auf. Seit 2019 haben sie ein gemeinsames Abendprogramm mit dem Titel GOLD. Im Dezember 2023 hatten sie Uraufführung ihres Spoken Word Abends COLD mit dem sie seit dem touren. In Zusammenarbeit mit den beiden Regisseuren Antú Romero Nunes und Jörg Pohl schrieben Moumouni und Buser Texte und Songs für eine Inszenierung von Räuber Hotzenplotz nach Otfried Preussler, die am Theater Basel aufgeführt wurde. Fürs Schauspielhaus Zürich schrieben die beiden die Theaterstücke Bullestress (2022) und Ich chan es Zündhölzli azünde (2023), inszeniert von der Regisseurin Suna Gürler.
Seit 2015 ist Moumouni Kolumnistin beim Schweizer Straßenmagazin Surprise und war 2019 im Branchenblatt „Schweizer Journalist“ zur Auszeichnung „Kolumnist des Jahres“ nominiert. Auch im Fernsehen ist Moumouni regelmäßig in Kabarett- sowie Literatursendungen zu sehen, unter anderem in den Sendungen SRF Literaturklub, Pufpaffs Happy Hour, Vereinsheim und dem ZDF Poetry Slam.
In der Spielzeit 2018/2019 hatte Fatima Moumouni am Theater am Neumarkt Zürich ihre eigene Talk-Reihe namens «Das Ende der Sicherheit». Seit 2020 moderiert sie eine neue Gesprächsreihe mit dem Titel "Die neue Unsicherheit" in der Gessnerallee Zürich. Beide Talkkonzepte beruhen auf einem Zitat von James Baldwin in dem "the end of safety", im Sinne eines Aufgeben und Teilen von Privilegien als gleichermassen beängstigend, aber auch befreiend beschrieben wird.
Sie studierte Ethnologie und Volkswirtschaft an der Universität Zürich. Von 2015 bis 2022 gab sie zusammen mit dem Spoken-Word-Künstler Dean Ruddock Diskurssensibilsierungs- und Antirassismus-Workshops mit Fokus auf Sprache.
Moumouni lebt in Zürich.

## Auszeichnungen
2012 gewann sie die bayrischen Meisterschaften im Poetry Slam in der Kategorie U20 und war U20-Vizemeisterin der deutschsprachigen Meisterschaften. 2016 stand sie im Finale der deutschsprachigen Poetry-Slam-Meisterschaften.
2019 gewann sie mit Laurin Buser an den deutschsprachigen Meisterschaften in Poetry Slam in Berlin den Teamwettbewerb, nachdem sie drei Jahre zuvor bereits den dritten Rang erreicht hatten.
2022: Salzburger Stier mit Laurin Buser
2023: Kulturelle Auszeichnung der Stadt Zürich in der Sparte "Tanz und Theater"

## Veröffentlichungen in
- Philipp Herold (Hrsg.): Tintenfrische. Lektora, 2012, ISBN 978-3-938470-90-9.
- Thomas Spitzer (Hrsg.): Bunt und kühl. ConBrio, 2013, ISBN 978-3-940768-40-7.
- Lana Sirri: Einführung in islamische Feminismen. w_orten & meer, 2017, ISBN 978-3-945644-07-2.
- Nora Gomringer, Clara Nielsen (Hrsg.): Lautstärke ist weiblich. Satyr, 2018, ISBN 978-3-944035-91-8.
- Dean Ruddock (Hrsg.): Slamsala Bumm. Lektora, 2018, ISBN 978-3-95461-112-6.
- Sulaiman Masomi (Hrsg.): Wir sind gekommen, um zu schreiben. Satyr, 2019, ISBN 978-3-947106-24-0.
- Mohamed Wa Baile, Serena O. Dankwa, Tarek Naguib, Patricia Purtschert, Sarah Schillinger (Hrsg.): Racial Profiling – Struktureller Rassismus und antirassistischer Widerstand. transcript, 2019, ISBN 978-3-8376-4145-5.
- Beat Jans, Guy Krneta (Hrsg.): Unsere Schweiz: Ein Heimatbuch für Weltoffene. Zytglogge, 2019, ISBN 978-3-7296-5029-9.
- Rita Jost, Heidi Kronenberg (Hrsg.): Gruß aus der Küche: Texte zum Frausein. Rotpunktverlag, 2020, ISBN 978-3-85869-887-2.